# Giro di Svizzera 1968
Il Giro di Svizzera 1968, trentaduesima edizione della corsa, si svolse dal 14 al 21 giugno 1968 per un percorso di 1 376 km, con partenza e arrivo a Zurigo. Il corridore svizzero Louis Pfenninger si aggiudicò la corsa concludendo in 37h01'10".
Degli 87 ciclisti aala partenza arrivarono al traguardo in 51, mentre 36 si ritirarono.

## Tappe
| Tappa  | Data      | Percorso                                        | km    | Vincitore di tappa   | Leader cl. generale |
| ------ | --------- | ----------------------------------------------- | ----- | -------------------- | ------------------- |
| 1ª     | 14 giugno | Zurigo > Langenthal                             | 170   | Herman Van Springel  | Herman Van Springel |
| 2ª     | 15 giugno | Langenthal > Binningen                          | 152   | Walter Godefroot     | Herman Van Springel |
| 3ª     | 16 giugno | Binningen > Boncourt                            | 84    | Daniel Van Ryckeghem | Herman Van Springel |
| 4ª     | 17 giugno | Boncourt > Nidau                                | 140   | Harm Ottenbros       | Herman Van Springel |
| 5ª     | 18 giugno | Nidau > Sierre                                  | 207   | Gregorio San Miguel  | Louis Pfenninger    |
| 6ª     | 19 giugno | Sierre > Bellinzona                             | 191   | Rolf Maurer          | Louis Pfenninger    |
| 7ª     | 20 giugno | Bellinzona > Lenzerheide                        | 127,5 | Robert Hagmann       | Louis Pfenninger    |
| 8ª     | 21 giugno | Lenzerheide > Brunnen                           | 165   | Aurelio González     | Louis Pfenninger    |
| 9ª     | 21 giugno | Bürglen > Passo del Klausen (cron. individuale) | 22,4  | Robert Hagmann       | Louis Pfenninger    |
| 10ª    | 22 giugno | Brunnen > Eschenbach                            | 75    | Daniel Van Ryckeghem | Louis Pfenninger    |
| 11ª    | 22 giugno | Eschenbach > Zurigo (cron. individuale)         | 42    | Robert Hagmann       | Louis Pfenninger    |
| Totale | Totale    | Totale                                          | 1 376 |                      |                     |

## Dettagli delle tappe

### 1ª tappa
- 14 giugno: Zurigo > Langenthal – 170 km

Risultati
| Pos. | Corridore           | Squadra | Tempo    |
| ---- | ------------------- | ------- | -------- |
| 1    | Herman Van Springel | Mann    | 4h02'41" |
| 2    | Louis Pfenninger    | Zimba   | a 7"     |
| 3    | Mariano Díaz        | Fagor   | s.t.     |

### 2ª tappa
- 15 giugno: Langenthal > Binningen – 152 km

Risultati
| Pos. | Corridore        | Squadra  | Tempo    |
| ---- | ---------------- | -------- | -------- |
| 1    | Walter Godefroot | Flandria | 3h50'14" |
| 2    | Harm Ottenbros   | Gazelle  | s.t.     |
| 3    | Cyrille Guimard  | Mercier  | s.t.     |

### 3ª tappa
- 16 giugno: Binningen > Boncourt – 84 km

Risultati
| Pos. | Corridore            | Squadra  | Tempo    |
| ---- | -------------------- | -------- | -------- |
| 1    | Daniel Van Ryckeghem | Mann     | 2h10'19" |
| 2    | Walter Godefroot     | Flandria | s.t.     |
| 3    | Harry Steevens       | Gazelle  | s.t.     |

### 4ª tappa
- 17 giugno: Boncourt > Nidau – 140 km

Risultati
| Pos. | Corridore            | Squadra | Tempo    |
| ---- | -------------------- | ------- | -------- |
| 1    | Harm Ottenbros       | Gazelle | 4h01'31" |
| 2    | Daniel Van Ryckeghem | Mann    | s.t.     |
| 3    | Harry Steevens       | Gazelle | s.t.     |

### 5ª tappa
- 18 giugno: Nidau > Sierre – 207 km

Risultati
| Pos. | Corridore           | Squadra  | Tempo    |
| ---- | ------------------- | -------- | -------- |
| 1    | Gregorio San Miguel | KAS      | 5h09'06" |
| 2    | Herman Vrancken     | Flandria | a 36"    |
| 3    | André Demarteleire  | Flandria | s.t.     |

### 6ª tappa
- 19 giugno: Sierre > Bellinzona – 191 km

Risultati
| Pos. | Corridore           | Squadra | Tempo    |
| ---- | ------------------- | ------- | -------- |
| 1    | Rolf Maurer         | Zimba   | 5h37'32" |
| 2    | Herman Van Springel | Mann    | a 2"     |
| 3    | José Pérez-Francés  | KAS     | a 4"     |

### 7ª tappa
- 20 giugno: Bellinzona > Lenzerheide – 127,5 km

Risultati
| Pos. | Corridore           | Squadra  | Tempo    |
| ---- | ------------------- | -------- | -------- |
| 1    | Robert Hagmann      | Frimatic | 3h49'12" |
| 2    | Herman Van Springel | Mann     | a 2'49"  |
| 3    | Luis Otaño          | Fagor    | s.t.     |

### 8ª tappa
- 21 giugno: Lenzerheide > Brunnen – 165 km

Risultati
| Pos. | Corridore        | Squadra  | Tempo    |
| ---- | ---------------- | -------- | -------- |
| 1    | Aurelio González | KAS      | 4h22'28" |
| 2    | Georges Pintens  | Mann     | s.t.     |
| 3    | Tony Houbrechts  | Flandria | s.t.     |

### 9ª tappa
- 21 giugno: Bürglen > Passo del Klausen – Cronometro individuale – 22,4 km

Risultati
| Pos. | Corridore        | Squadra  | Tempo   |
| ---- | ---------------- | -------- | ------- |
| 1    | Robert Hagmann   | Frimatic | 58'09"  |
| 2    | Louis Pfenninger | Zimba    | a 58"   |
| 3    | Derek Harrison   | Frimatic | a 1'55" |

### 10ª tappa
- 22 giugno: Brunnen > Eschenbach – 75 km

Risultati
| Pos. | Corridore            | Squadra | Tempo    |
| ---- | -------------------- | ------- | -------- |
| 1    | Daniel Van Ryckeghem | Mann    | 1h49'39" |
| 2    | Carlos Echeverría    | KAS     | s.t.     |
| 3    | René Binggeli        | Zimba   | s.t.     |

### 11ª tappa
- 22 giugno: Eschenbach > Zurigo – Cronometro individuale – 42 km

Risultati
| Pos. | Corridore           | Squadra  | Tempo   |
| ---- | ------------------- | -------- | ------- |
| 1    | Robert Hagmann      | Frimatic | 57'24"  |
| 2    | Herman Van Springel | Mann     | a 1'10" |
| 3    | Raymond Poulidor    | Mercier  | a 1'15" |

## Classifiche finali

### Classifica generale
| Pos. | Corridore           | Squadra  | Tempo     |
| ---- | ------------------- | -------- | --------- |
| 1    | Louis Pfenninger    | Zimba    | 37h01'10" |
| 2    | Robert Hagmann      | Frimatic | a 31"     |
| 3    | Herman Van Springel | Mann     | a 56"     |
| 4    | Luis Otaño          | Fagor    | a 4'28"   |
| 5    | Aurelio González    | KAS      | a 11'15"  |
| 6    | Tony Houbrechts     | Flandria | a 11'20"  |
| 7    | José Pérez-Francés  | KAS      | a 12'56"  |
| 8    | Raymond Poulidor    | Mercier  | a 13'35"  |
| 9    | Rolf Maurer         | Zimba    | a 14'37"  |
| 10   | Karl-Heinz Kunde    | Batavus  | a 14'52"  |

### Classifica scalatori
| Pos. | Corridore        | Squadra  | Punti |
| ---- | ---------------- | -------- | ----- |
| 1    | Derek Harrison   | Frimatic | 36    |
| 2    | Aurelio González | KAS      | 31    |
| 3    | Robert Hagmann   | Frimatic | 24    |
| 4    | Louis Pfenninger | Zimba    | 20    |
| 5    | Raymond Poulidor | Mercier  | 16    |

### Classifica a punti
| Pos. | Corridore            | Squadra  | Punti |
| ---- | -------------------- | -------- | ----- |
| 1    | Daniel Van Ryckeghem | Mann     | 166   |
| 2    | Louis Pfenninger     | Zimba    | 150   |
| 3    | Herman Van Springel  | Mann     | 149   |
| 4    | Georges Pintens      | Mann     | 132   |
| 5    | Tony Houbrechts      | Flandria | 123   |

### Classifica squadre
| Pos. | Squadra             | Tempo      |
| ---- | ------------------- | ---------- |
| 1    | Mann-Grundig        | 105h18'37" |
| 2    | Zimba-Mondia        | a 5'36"    |
| 3    | KAS-Kaskol          | a 11'12"   |
| 4    | Flandria-De Clerck  | a 29'01"   |
| 5    | Batavus-Continental | a 41'01"   |